# Aladdin (1992)
Aladdin ist ein 1992 veröffentlichter US-amerikanischer Zeichentrickfilm der Walt-Disney-Studios. Der Film ist eine moderne Adaption der Geschichte Aladin und die Wunderlampe (ANE 346) aus den Märchen aus Tausendundeine Nacht, wobei viele Elemente der traditionellen Erzählung für den Film geändert wurden. Hauptfiguren sind Aladdin, die Prinzessin Jasmin und der Lampengeist Dschinni.
Als Sprecher wurde unter anderem Robin Williams als Dschinni verpflichtet. Das Budget betrug etwa 28 Millionen US-Dollar; demgegenüber stehen Einnahmen von weltweit etwa 480 Millionen Dollar, davon 217 Millionen Dollar in den Vereinigten Staaten. Der Film erhielt mehrere Auszeichnungen, darunter den Oscar für die beste Filmmusik und den besten Song, A Whole New World.
Der Erfolg des Films führte zur Veröffentlichung der Zeichentricknachfolgefilme Dschafars Rückkehr (1994) und Aladdin und der König der Diebe (1996), einer Fernsehserie und einem Musical. 2019 brachte Disney in Form einer Realverfilmung ein Remake heraus.
Obgleich der Original-Zeichentrickfilm viele positive Reaktionen für seine Handlung und Umsetzung erhielt, wurde er bereits bei der Veröffentlichung wegen der Verwendung stereotyper, rassistischer und sexistischer Darstellungen kritisiert. Viele der Kritikpunkte wurden in der Neuverfilmung 2019 beseitigt.

## Handlung
Ein fahrender Händler preist in der arabischen Stadt Agrabah dem Zuschauer seine Ware an und zieht schließlich eine Lampe hervor, die keine gewöhnliche sei, sondern verbunden mit dem Schicksal eines jungen Mannes, eines einst „ungeschliffenen Diamanten“. Der Händler beginnt die Geschichte zu erzählen, „sie beginnt in einer finsteren Nacht, wo ein finsterer Mann in finsterer Absicht lauert.“
In der Wüste trifft der geheimnisvolle Fremde auf den Dieb Gazzim, der ihm den zweiten Teil eines Zauberskarabäus besorgt hat. Als der Fremde beide Teile zusammenfügt, erwacht der Skarabäus zum Leben und führt die beiden Männer zu einem Ort in der Wüste, aus der plötzlich, in Form eines Tigerkopfes, der Eingang einer Schatzhöhle aus dem Sand emporwächst. Der Fremde schickt Gazzim hinein, um dort eine Öllampe zu suchen. Als dieser die Höhle betreten will, beginnt der Tigerkopf zu sprechen und sagt, dass nur ein „ungeschliffener Diamant“ die Höhle betreten dürfe. Gazzim setzt sich über die Warnung hinweg und betritt die Höhle, worauf sich der Schlund schließt und ihn verschlingt. Dem Fremden wird klar, dass er jene Person finden muss, die der „ungeschliffene Diamant“ ist.
In den Straßen von Agrabah versucht der gutherzige Dieb Aladdin zusammen mit seinem Affen Abu sein tägliches Überleben zu sichern. Eines Tages begegnet er dem Prinzen Ahmed, der in der Stadt um die Hand der Sultanstochter Prinzessin Jasmin (Badr al-Budur) anhalten will. Aladdin träumt von einem sorgenlosen Leben in Reichtum und Würde. Im Palast lehnt Prinzessin Jasmin Ahmeds Antrag ab, der empört von dannen zieht. Der liebevolle, alte Sultan sorgt sich um seine Tochter, die er durch eine Heirat mit einem guten Bewerber in gute und sie versorgende Hände geben will. Jasmin will jedoch keine Zwangsehe eingehen, sondern nur aus Liebe heiraten und hadert mit ihrem Leben als von der Außerwelt abgeschirmte, einsame Prinzessin. Ihr einzig wahrer Freund ist ihr Tiger Radscha. Der Sultan ist verzweifelt ob Jasmins Starrsinn, ersucht um Rat bei seinem Großwesir Dschafar, der sich als der mysteriöse Fremde erweist, der die Wunderhöhle entdeckt hat. Mithilfe seines hypnotisierenden Zauberstabes bringt Dschafar den Sultan dazu, ihm einen mystischen blauen Diamanten auszuhändigen, mit dem er durch weitere Zauberkraft die Person finden will, die die Wunderhöhle als „ungeschliffenen Diamanten“ bezeichnet hat. Währenddessen flieht Prinzessin Jasmin in der Nacht aus dem Palast.
Am nächsten Tag entdeckt Aladdin die hübsche Jasmin auf dem Markt, wobei er sie aus einer misslichen Lage rettet und zu seinem Unterschlupf geleitet. Jasmin verheimlicht ihre royale Abstammung vor Aladdin, und die beiden beginnen, Gefühle füreinander zu entwickeln. Schließlich werden beide von den Palastwachen entdeckt, die es auf Aladdin abgesehen haben. Jasmin enthüllt ihre Identität, um den verblüfften Aladdin zu retten, doch die Wachen lehnen ab, da sie Anweisungen von Dschafar haben. Jasmin eilt zu Dschafar, von dem sie entsetzt erfährt, dass Aladdin – im vermeintlichen Irrglauben, dass er Jasmin entführt habe – bereits durch Enthauptung hingerichtet worden sei. Tatsächlich jedoch hat Dschafar Aladdin in den Kerker werfen lassen, wo dieser auf einen alten, gebrechlichen Gefangenen trifft, der ihm von der mit Schätzen gefüllten Wunderhöhle erzählt. Im Tausch für die Schätze der Höhle, mit denen Aladdin Prinzessin Jasmin für sich gewinnen könnte, fordert der Alte, dass Aladdin ihm die geheimnisvolle Lampe besorgt. Aladdin flieht mit dem Alten, bei dem es sich in Wahrheit um Dschafar handelt, aus dem Gefängnis.
An der Höhle angekommen wird Aladdin von dem sprechenden Höhlenschlund gewarnt, nichts außer der Lampe zu berühren. Auf dem Weg zur Lampe trifft er Perser, einen fliegenden Teppich, der ihn zur Lampe bringt. Aladdin nimmt die Lampe an sich, doch sein Affe Abu berührt den verbotenen Schatz, worauf die Höhle einzustürzen beginnt. Zwar erreichen sie rechtzeitig den Ausgang, doch Dschafar nimmt Aladdin die Lampe ab und wirft ihn zurück in die Höhle, die sich nun versiegelt. Als Aladdin an der Lampe reibt, die Abu Dschafar wieder abgenommen hat, erweist sich diese als Wunderlampe, die einen Dschinn enthält, der sich als Dschinni vorstellt und Aladdin drei Wünsche gewährt. Zusammen entkommen sie der Höhle. Währenddessen muss Dschafar wegen Aladdins vermeintlicher Hinrichtung vor dem Sultan Rechenschaft ablegen. Dabei wird ihm klar, dass er sein Ziel – die Herrschaft über Agrabah – auch ohne die Wunderlampe erreichen kann, indem er Prinzessin Jasmin heiratet, wozu er den Sultan notfalls mit seiner Zauberkraft zwingen will.
Aladdin überlegt, wie er seine drei Wünsche nutzen könnte, wobei er Jasmin für sich gewinnen will – doch Dschinni kann niemanden dazu bringen, sich in jemanden zu verlieben. Um an Jasmin heranzukommen, die nach dem Gesetz ausschließlich einen Prinzen heiraten darf, löst Aladdin seinen ersten Wunsch ein, um zu einem Prinzen zu werden. Kurz darauf zieht er als „Prinz Ali“ in einem pompösen Aufzug in Agrabah ein, wo er auf den höchst erfreuten Sultan trifft. Jasmin jedoch ist empört, dass ohne ihre Meinung einzuholen, über ihre Zukunft diskutiert wird und sie wie eine Ware behandelt wird. Dschafar will Aladdin als Rivalen um Jasmins Hand beseitigen.
In der Nacht besucht Aladdin Jasmin, die er schließlich dazu bringt auf seinem fliegenden Teppich mit ihm einen Spazierflug zu unternehmen. Jasmin erkennt im Prinzen den Straßenjungen wieder, doch Aladdins geringes Selbstwertgefühl bringt ihn dazu, zu behaupten, er sei wirklich ein Prinz und habe sich bei ihrem ersten Treffen nur als einfacher Bürger verkleidet, um dem Stress im Palast zu entkommen. Jasmin gibt sich damit zufrieden und erwidert Prinz Alis Liebe. Als die beiden sich voneinander verabschiedet haben, lässt Dschafar durch die Wachen Prinz Ali festnehmen und ins Meer werfen – nur durch den zweiten Wunsch Dschinnis überlebt Aladdin und kehrt in den Palast zurück. Dort erfährt die entsetzte Jasmin, dass ihr Vater entschieden hat, dass sie Dschafar heiraten soll, bis Aladdin auftaucht, der herausfindet, dass Dschafar mit seinem Zauberstab den Sultan kontrolliert. Daraufhin zerstört Aladdin diesen; Dschafar flieht aus dem Palast. Der Sultan ist überglücklich, als Jasmin ihm erklärt, dass sie sich Prinz Ali zum Gatten nehmen will. Dschafar enttarnt Prinz Ali als Aladdin und lässt durch seinen Papageien Jago die Lampe stehlen.
Dschafar lässt sich vom Dschinni in seinem ersten Wunsch zum Sultan von Agrabah machen und durch den zweiten zum mächtigsten Zauberer der Welt. Er verbannt Aladdin, nimmt den Sultan gefangen und macht Jasmin zu seiner in Ketten gelegten Sklavin. Dschafar will ihre Liebe und sie als Ehefrau gewinnen. Aladdin kehrt nach Agrabah zurück, wo es zum finalen Kampf mit Dschafar kommt. Als die Lage schon völlig aussichtslos erscheint, gelingt es Aladdin seinen Widersacher mit einem Trick zu überwältigen. Aladdin redet Dschafar ein, dass er nur von Dschinnis Gnaden seine Macht habe, woraufhin Dschafar seinen letzten Wunsch ausspricht, zu einem allmächtigen Dschinni zu werden. Doch auch zum größten Dschinni gehört stets eine Lampe, die ihn zum Diener macht, woraufhin Aladdin Dschafar in eine Lampe einsperrt. Dschinni seinerseits befördert die Lampe in die Wunderhöhle zurück. Mit seinem letzten Wunsch schenkt Aladdin Dschinni die Freiheit und erhält schließlich vom Sultan die Erlaubnis, obwohl er kein Prinz ist, Jasmin zu heiraten.

## Inspirationen
Der Film bedient sich in seiner Darstellung primär einer Adaption der literarischen Vorlage (→ Aladin und die Wunderlampe) aus Tausendundeine Nacht, sowie Motiven aus dem Film Der Dieb von Bagdad (1940). Des Weiteren weist der Film zahlreiche Parallelen zum nie fertiggestellten britischen Animationsfilm The Thief and the Cobbler (englisch für ‚Der Dieb und der Schuster‘) auf. Eine von Miramax bearbeitete Fassung erschien zwar erst ein Jahr nach Aladdin, aber Oscarpreisträger Richard Williams (u. a. Falsches Spiel mit Roger Rabbit) widmete sich diesem Projekt bereits seit den 1960ern unter Mitwirkung zahlreicher Disney-Animatoren.

### Tausendundeine Nacht
- Für den Film wurden die in der Erzählung zwei verschiedenen Figuren des missgünstigen Wesirs und des bösen Zauberers zur Figur und Rolle des Dschafar vereint.
- In der Erzählvorlage spielt die Geschichte in China, im Film in der arabischen Welt.
- Der in der Erzählung verwendete arabische Name der Prinzessin – Badr al-Budur – wurde im Film in den für ein amerikanisch-europäisches Publikum einfacheren Namen Jasmin umgewandelt.
- Anders als im Film begegnet Aladin der Prinzessin erstmals nicht auf dem Markt, sondern unerlaubterweise vor einem Badehaus.
- Die Anzahl der gewährbaren Wünsche des Lampengeistes sind im Film nicht unbegrenzt, sondern auf lediglich drei beschränkt.
- In der Literaturvorlage ist Aladin ein Halbwaise, der bei seiner Mutter wohnt. Deren Figur wurde im Film gänzlich gestrichen.
- In der Erzählung heiraten Aladin und die Prinzessin inmitten der Geschichte.
- Im Film ist es Prinzessin Jasmins eigene Idee Dschafar zu verführen, in der literarischen Erzählung stiftet Aladin die Prinzessin dazu an.
- Im Film wird der Palast durch den Lampengeist lediglich auf einen Berg bei Agrabah versetzt, in der Originalerzählung von China nach Nordafrika.
- Anders als im Film versucht die Prinzessin in der Originalerzählung dem luxuriösen Leben des Palastes nicht zu entfliehen, sondern ist im Gegenteil sehr zufrieden damit. Ebenso weist sie ihre Bewerber ab, sondern heiratet den Sohn des Wesirs, bis die Ehe durch Aladins kräftiges Zutun aufgelöst wird.

### Der Dieb von Bagdad
Aus dem Film Der Dieb von Bagdad wurden unter anderem folgende Inhalte übernommen:
- In Der Dieb von Bagdad tritt der böse Zauberer und Wesir Dschafar auf. Seine Rolle, einschließlich des Namens wurden übernommen. Der Name Dschafar geht auf Dscha'far ibn Yahya zurück, den im Jahr 803 hingerichteten Wesir des Abbasiden-Kalifen Harun al-Raschid (766–809, reg. 786–809), der ebenfalls eine häufig in Tausendundeine Nacht auftretende Figur ist.
- Der rundliche infantile, mit Spielzeug beschäftigte Sultan.
- Die Rolle des Abu, des besten Freundes und ständigen Begleiters des Helden, der im Film von 1940 jedoch kein Affe, sondern ein zeitweise in einen Hund verwandelter Mensch ist.
- Auch andere Motive, wie der große Einzug in die Stadt, wo die Sänfte von einem Elefanten getragen wird, oder der Sprung vom Balkon der Prinzessin, finden sich dort wieder.

## Entstehung und Veröffentlichung
| Figur                             | Originalsprecher  | Deutscher Sprecher |
| --------------------------------- | ----------------- | ------------------ |
| Aladdin                           | Scott Weinger     | Michael Deffert    |
| … Gesang                          | Brad Caleb Kane   | Peter Fessler      |
| Jasmin                            | Linda Larkin      | Maud Ackermann     |
| … Gesang                          | Lea Salonga       | Sabine Hettlich    |
| Dschinni                          | Robin Williams    | Peer Augustinski   |
| Erzähler                          | Robin Williams    | Jürgen Kluckert    |
| … Gesang                          | Bruce Adler       | Bernd Klinzmann    |
| Dschafar                          | Jonathan Freeman  | Joachim Kemmer     |
| Jago                              | Gilbert Gottfried | Wolfgang Ziffer    |
| Sultan                            | Douglas Seale     | Gerry Wolff        |
| Abu                               | Frank Welker      | Frank Welker       |
| Razoul                            | Jim Cummings      | Wolfgang Kühne     |
| Tigerkopf (Hüter der Wunderhöhle) | Frank Welker      | Michael Chevalier  |
| Gazzim                            | Charlie Adler     | Santiago Ziesmer   |

Ursprünglich sollte sich Dschinni in den Erzähler vom Anfang verwandeln, nachdem er befreit wird. Das würde erklären, woher er die Geschichte kennt und die Lampe besitzt. Da aber ein zweiter Teil unmöglich wäre, wenn man die Figur grundlegend veränderte, wurde diese Idee gestrichen. Dschinnis menschliche Form kann man allerdings noch beim Lied Prinz Ali sehen. Der Erzähler taucht dafür zum Schluss von Aladdin und der König der Diebe wieder auf und beendet seine Erzählung vom Beginn des ersten Teils und spannt damit den Bogen zu einer echten Trilogie. Robin Williams sang alle Lieder mit dem Dschinni selbst und schrieb sogar noch einige Zeilen davon eigenhändig.
Als der Film in der Rohfassung Jeffrey Katzenberg vorgeführt wurde, war dieser von dem Ergebnis derart enttäuscht, dass er sämtliche Szenen überarbeiten und neu zeichnen ließ, um mehr Schwung und Witz hineinzubringen. Die völlige Überarbeitung des Konzepts kippte darüber hinaus einige wichtige Figuren wie Aladdins Mutter.
Die deutsche Synchronfassung entstand bei der Berliner Synchron. Frank Lenart war für Dialogbuch und -regie verantwortlich, Andreas Hommelsheim für die Musikalische Leitung. Als die Synchronarbeiten bereits beendet waren, mussten einige Teile auf Anordnung von Disney Character Voices International neu aufgenommen werden, mit verändertem Text. Diese Fassung wurde dann für die Kinoveröffentlichung benutzt. Bei der VHS-Erstauflage unterlief den Verantwortlichen ein Fehler. Statt der Kinofassung wurde aus Versehen die unveränderte Version genommen. Für alle späteren Veröffentlichungen wurde dieser Fehler korrigiert.
Aladdin ist der 31. abendfüllende Zeichentrickfilm der Walt-Disney-Studios. In den USA erschien er bereits im Jahr 1992, in die deutschen Kinos kam er am 18. November 1993.

## Rezeption

### Filmkritiken
Aladdin erhielt ein sehr gutes Presseecho, was sich auch in den Auswertungen US-amerikanischer Aggregatoren widerspiegelt. So erfasst Rotten Tomatoes fast ausschließlich wohlwollende Besprechungen und ordnet den Film dementsprechend als „Zertifiziert Frisch“ ein. Metacritic ermittelt aus den vorliegenden Bewertungen „Allgemeines Kritikerlob“. Auch das Publikum war begeistert. So vergaben US-Kinobesucher einen seltenen CinemaScore von A+ entsprechend der deutschen Schulnote 1+.

„Mit Aladdin ist 1992 ein neues Zeichentrickalter angebrochen, vorbei waren die Tage der verklärten Märchen: Denn in dieser Animationsextravaganz, die vor Einfallsreichtum geradezu explodiert, wurden die Möglichkeiten moderner Tricktechnik voll ausgereizt.“

Kino.de bezeichnete den Film weiterhin als „[r]eines Gagfeuerwerk“ und befand, dass dies einer der bisher erfolgreichsten Zeichentrickfilme sei. Ein „makelloses Meisterwerk“ und kein Vergleich mehr zu den klassischen Disney-Produktionen. Außerdem sei Aladdin 1992 „mit bewundernswerten Computergrafiken zum bahnbrechenden Kassenschlager“ geworden.
Auf moviemaster.de stellte man fest, dass sich Aladdin sehr stark von seinen Vorgängern wie Arielle, die Meerjungfrau und Die Schöne und das Biest unterscheide, denn der Film sei „weniger ein verträumtes Märchen, sondern eine lebendige, pulsierende Geschichte“. Selbst die verwendeten Lieder untermalten nur noch den Film, während sie früher einen Teil der Geschichten miterzählten.

„Wer noch immer glaubt, Zeichentrickfilme seien nur was für Kinder, dem ist bei Aladdin nicht mehr zu helfen. Denn Kinder dürften die sein, die sich zwar an den Figuren und den farbkräftigen Bildern erfreuen, aber von den vielen Anspielungen und Stichelein (sic!) wenig mitbekommen.“

### Auszeichnungen
- 1995: ASCAP Film and Television Music Award für Alan Menken für den Besten Song[Anm. 1]
- 1994: BMI Film Award für Alan Menken für den Besten Song[Anm. 1]
- 1994: Grammy für Alan Menken und Tim Rice für den Besten Song[Anm. 1]
- 1994: Grammy für Alan Menken für die Beste Filmmusik
- 1993: MTV Movie Award für Robin Williams in der Kategorie „Best Comedic Performance“
- 1993: Golden Globe für Alan Menken und Robin Williams
- 1993: BMI Film Music Award für Alan Menken
- 1993: Oscar für Alan Menken für die Beste Filmmusik
- 1993: Oscar für Alan Menken und Tim Rice für den Besten Song[Anm. 1]
- 1992: Saturn Award für den besten Nebendarsteller für Robin Williams
- 1992: Los Angeles Film Critics Association Award in der Kategorie „Best Animation“

1. 1 2 3 4  für A Whole New World

## Kontroversen

### Rassismusvorwurf
Der US-amerikanische Autor und Rassismusforscher Jack Shaheen listete den Film in seiner kritischen Film-Enzyklopädie Reel Bad Arabs – How Hollywood vilifies a people auf und attestiert dem Film die Verwendung stereotyper und rassistischer Darstellungen von Arabern. In The Encyclopedia of Racism in American Films wird Disneys Aladdin neben Filmen wie Der Scheich (1921), Lawrence von Arabien (1962) und Jäger des verlorenen Schatzes (1981) als eine der einflussreichsten Darstellungen von Arabern im westlichen Kino bezeichnet.
In der englischen Originalfassung des Films waren im Lied Arabische Nächte die folgenden Verse enthalten: „Oh, I come from a land […] where they cut of off your ear, if they don't like your face, it's barbaric, but hey, it's home.“ (deutsch: „Oh, ich komme aus einem Land […] wo sie dir das Ohr abschneiden, wenn sie dein Gesicht nicht mögen, es ist barbarisch, aber hey, es ist Heimat.“) Nach Protesten des American-Arab Anti-Discrimination Committee wurden die Passagen für die VHS-Kassetten-Veröffentlichung umgeändert. In Deutschland wurde die Version aus der Kinofassung von „du riskierst deinen Kopf und sofort ist er weg“ zu „und steckst du mal im Sand, kommst du dort nie mehr weg“ umgeändert.
Weiter wurde die Darstellung der Figuren kritisiert, bei denen, abgesehen von den beiden „anglizisierten“  Hauptfiguren Aladdin und Jasmin, die restlichen arabischen Figuren als ruchlose, unzivilisierte Karikaturen dargestellt worden seien. Die Zeitschrift Entertainment Weekly listete 2007 den Film in einer Liste der 25 kontroversesten Filme der Geschichte auf. Im Oktober 2020 wurde auf Disney+ ein Disclaimer hinzugefügt, der die damalige rassistische Darstellung kritisch erwähnt.

### Frauenbild und Sex-Sklaverei
Der Film zog bereits bei der Veröffentlichung starke Kritik wegen seiner Darstellung von Frauen und Sexualität nach sich. In der Neuverfilmung von 2019 wurden viele der kritisierten Punkte geändert.
Passivität

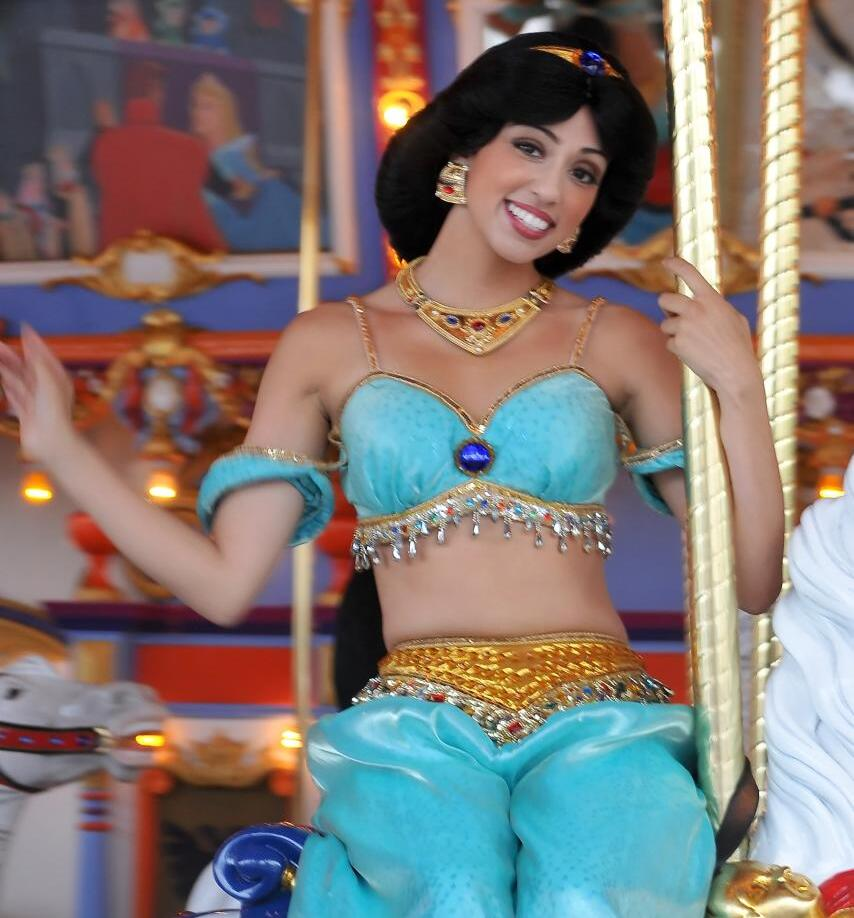
Reales Kostüm, basierend auf Prinzessin Jasmins primären Filmkostüm. Jasmin-Darstellerin im Disney California Adventure Park, 2009.

Die Kritik entzündete sich vor allem anhand der Rolle und dem zeichentechnischen Design der Figur Prinzessin Jasmin. Kritiker befanden, dass ihrer Figur keine eigenständige Rolle zugewiesen und die Prinzessin übermäßig sexualisiert worden sei. Cole Reilly attestierte: „Jasmin ist erst die Gefangene ihres restriktiven Vaters, dann Dschafars Sklavin, die sich seinen Wünschen nach ihrer Zuneigung unterwirft, und schließlich eine Eroberung durch ihren vornehmen Geliebten.“ Kritisiert wurde ebenso die Rolle der Prinzessin, die zwar klug und selbstbewusst sei, von ihrem Vater letztlich aber innerhalb des patriarchalen Systems nur eine Ehe eingehen soll, und sich schließlich in Aladdin verliebt. Das Medienportal Refinery29 befand, dass es der Figur Jasmin an einer echten Aufgabe, Motivation und Handlung mangele. Die Zeitschrift Eltern kritisierte ebenfalls die Darstellung der weiblichen Hauptrolle. Mehrere Autoren verwies darauf, dass im Gegensatz zu Aladdin, der mit Verstand und Geschicklichkeit Dschafar letztlich zu Fall bringt, Jasmin dies nur durch ihr Äußeres gelingt.
Freizügige Darstellung und Sexualisierung

Andere Autoren wie Jack Shaheen und Mohamed Belamghari kritisierten allgemein das Frauenbild im Film und beklagten eine sexualisierte Darstellung arabischer Frauen. Shaheen befindet: „Sie erscheinen oft als vollbusige Bauchtänzerinnen, die aus durchsichtigen Schleiern lugen, oder als spärlich bekleidete Haremsdamen mit nacktem Oberkörper, die in den Frauenquartieren des Palastes eingeschlossen sind.“ Mohamed Belamghari ergänzt: 

„Die negative Darstellung der arabischen Frauen im Film Aladdin entspricht nicht der kulturellen Realität. Agrabah ist eine muslimische Stadt. Im Islam müssen Frauen vollständig bekleidet sein, um sexuelle Verführungen zu vermeiden. Obwohl der Film versucht, Szenen darzustellen, in denen der Schleier das Gesicht und den Kopf der Frauen bedeckt, dient er in Wirklichkeit keinem anderen Zweck, als sexuelle Gedanken zu wecken. Die Schleier sind durchsichtig und verwandeln damit etwas, das eigentlich mit der Religion verbunden sein sollte, in eine sexuelle Anspielung. Der Schleier wird als eine Form der Verführung eingesetzt und Neugierde erweckt.“ 
Im Film trägt die Figur der Jasmin stets Haremshosen und eng anliegende schulter- und bauchfreie Oberteile, die ikonischen Status erreichten, darunter als beliebtes Cosplay-Motiv. USA Today befand, dass die „monochromen Büstenhalter und weiten Hosen“ weniger Jasmins „Königlichkeit betonen, statt ihre Sexualität.“ Kirsten Malfroid schreibt: „(Es ist) bemerkenswert, dass sich ihr (Sklavinnen-) Harems-Outfit von ihrem von ihrem normalen Prinzessinnen-Outfit nur in der Farbe unterscheidet; man könnte sich fragen, ob es für das Schicksal der Frauen einen großen Unterschied macht, Prinzessin oder Sklavin zu.“
Darstellung als Sex-Sklavin
Besondere Kritik rief jene Szene hervor, in der Jasmin als Sklavin gezwungen wird, Dschafar zu bedienen. Dabei ist sie mit Ketten gefesselt und trägt ein rotfarbenes Kostüm, das noch freizügiger als ihre gewöhnliche Kleidung ist. Während Dschafar zuvor im Film keinerlei Interesse an Jasmin erkennen ließ, macht er nun keinen Hehl daraus, dass er die Prinzessin sexuell begehrt. Als sie sich ihm verweigert, will er sie mit seinem letzten Dschinni-Wunsch unter einen Liebesbann stellen. Um ihren Peiniger zu überlisten, gibt Jasmin vor, dass sein Wunsch bereits erfüllt ist und versucht ihn mit ihren weiblichen Reizen zu verführen. Letztlich zeigt die Szene Sex-Sklaverei. Das Magazin ohmymag befand, dass Kinder die wahre Dimension der Szene vermutlich nicht verstehen würden, durchaus aber eine Vorstellung bekämen, wie sexuelle Belästigung aussieht und wie man das Herz einer Frau nicht gewinnen werde. Refinery29 kritisierte, dass Jasmin – obgleich mit einer bestimmten Absicht – sich bereitwillig selbst zum Sexualobjekt mache. The Australian Financial Review zeigte sich befremdet ob der Verwendung der Szene in einem Kinder- und Familienfilm und zog einen spöttischen Vergleich zu Star Wars – Die Rückkehr der Jedi-Ritter, wo die Figur der Prinzessin Leia (dargestellt von Carrie Fisher) sich in derselben Position wiederfindet. In der Cosplay-Szene wurden ebenso Parallelen zwischen den beiden Filmen gezogen. Lisa Buchegger bewertet die Szene als von westlichen Orientvorstellungen geprägte Haremsfantasie; der Film wird aufgrund der Szene in einer Liste über BDSM in Mainstream-Filmen aufgeführt und auch in nicht jugendfreien Kontexten rezipiert. Die Los Angeles Times zeigte sich erleichtert, dass „der unangenehme Moment, in dem Jasmin zur Sexsklavin wird“, in Disneys Aladdin-Neuverfilmung aus dem Jahr 2019 vollständig entfernt wurde.

## Weitere Veröffentlichungen

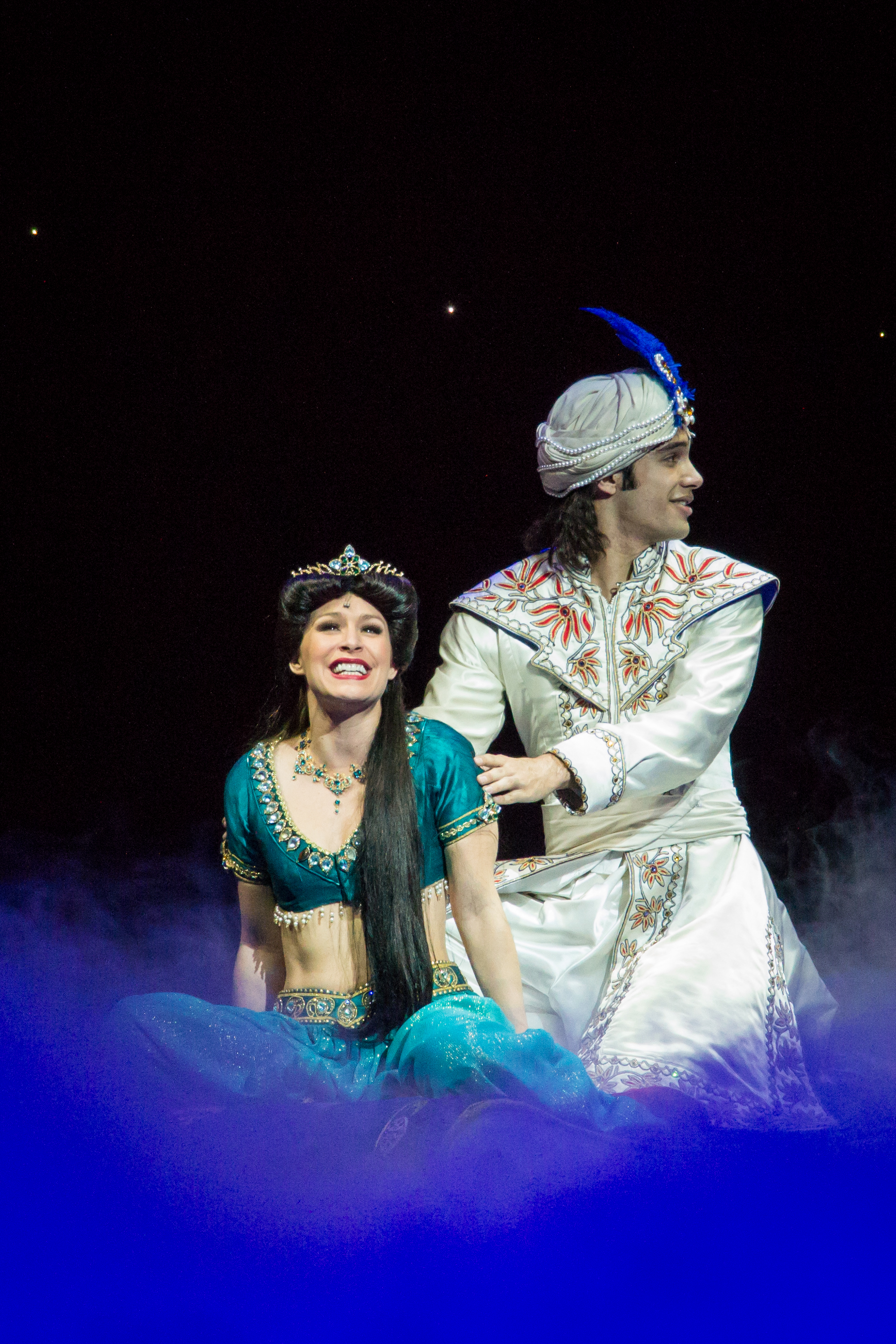
Aladdin und Jasmin in einer Musical-Aufführung im Disney California Adventure Park, 2013.

### Film und Fernsehen
Der Erfolg des Films führte zur Veröffentlichung von zwei Direct-to-Video-Nachfolgefilmen: 1994 erschien Dschafars Rückkehr, 1996 folgte Aladdin und der König der Diebe.
Zwischen 1994 und 1996 entstand die 86 Folgen umfassende Fernsehserie Disneys Aladdin, die zeitlich zwischen dem zweiten und dritten Film spielt.
2019 veröffentlichte Disney ein Realfilm-Remake des Films. Regie führt Guy Ritchie nach einem Drehbuch von John August. Die Figur des Aladdin verkörperte Mena Massoud, die der Prinzessin Jasmin Naomi Scott, Will Smith spielte den Dschinni, weitere Darsteller waren Marwan Kenzari, Navid Negahban, Nasim Pedrad, Billy Magnussen und Numan Acar.

### Musicals
2011 wurde Disneys Aladdin als Musical uraufgeführt. Seit 2014 finden Aufführungen am Broadway statt. Gekürzte (etwa 30 bis 50 Minuten lange) Versionen des Musicals werden in Theatern von Disney-Themenparks und auf Disney-Kreuzfahrtschiffen angeboten.

### Computerspiele
Im Jahr nach Veröffentlichung des Films brachten mit Sega und Capcom zwei Hersteller nahezu gleichzeitig unterschiedliche Spiele unter dem Titel Disney’s Aladdin auf den Markt. Während der Sega-Titel Unterstützung von Disney erhielt und neben dem Mega Drive auf zahlreichen weiteren Plattformen erschien, beschränkte sich der Capcom-Titel auf das Super Nintendo und wurde erst später nochmals für den Game Boy Advance portiert.
- Disney’s Aladdin (1993, Sega/Virgin) – Mega Drive, Amiga, DOS, Game Boy, Game Boy Color, NES
- Disney’s Aladdin (1994, Sega/SIMS) – Game Gear, Sega Master System
- Disney’s Aladdin (1993, Capcom) – SNES, Game Boy Advance

Disney selbst veröffentlichte später ein weiteres Spiel:
- Disney’s Aladdin: Nasiras Rache (2000, Disney/Argonaut Games) – Windows, PlayStation

Daneben existieren weitere Franchise- und Marketingartikel mit der Aladdin-Marke.

### DVD/Blu-ray
- Aladdin – 2-Disc Special Edition., DVD, Buena Vista Home Entertainment, 2004.
- Aladdin – Musikalische Meisterwerke, Limited Edition., DVD, Buena Vista Home Entertainment, 2009.
- Aladdin (Special Collection), DVD, Walt Disney Studios Home Entertainment, 2013.
- Aladdin, Blu-ray, Walt Disney Studios Home Entertainment, 2013.
- Disney Classics: Aladdin, DVD/BD, Walt Disney Studios Home Entertainment, 2017

## Musik
- Arabische Nächte (englisch Arabian Nights) – Eröffnungstitel. Gesungen von einem reisenden Händler, der beginnt, die Geschichte zu erzählen.
- Schnell weg (englisch One Jump Ahead) – Gesungen von Aladdin auf der Flucht vor den Wachen.
- Nur’n kleiner Freundschaftsdienst (englisch Friend Like Me) – Gesungen von Dschinni in der Wunderhöhle, als er Aladdin seine Fähigkeiten demonstriert.
- Prinz Ali (englisch Prince Ali) – Gesungen von Dschinni, während Prinz Ali alias Aladdin in einer großen Parade durch die Stadt zieht.
- Ein Traum wird wahr (englisch A Whole New World) – Gesungen von Aladdin und Jasmin. Während ihres gemeinsamen Flugs auf dem Teppich verlieben sie sich ineinander.
- Prinz Ali – reprise (englisch Prince Ali – reprise) – dieser zweite Song wird von Dschafar gesungen, nachdem er mit Hilfe der Lampe die Macht an sich gerissen hat und Aladdin als Hochstapler enttarnt.